# Lac Kourlady
Le lac Kourlady (Курлады́) est un lac d'eau douce en Russie situé non loin de la ville de Kopeïsk de l'oblast de Tcheliabinsk dans le raïon Krasnoarmeïski. Il dépend administrativement de ces deux entités. Il se trouve à 184 mètres d'altitude.

## Description et faune
La superficie du lac peut fortement fluctuer (jusqu'à 90 km² les années de hautes eaux) et dépend du niveau de remplissage de la retenue ; il est utilisé également pour drainer les eaux usées de Kopeïsk.
Ce lac est important pour la nidification de certaines espèces d'oiseaux. De grands cormorans et des pélicans s'y reproduisent. On observe aussi des rassemblements massifs de grèbes, de foulques macroules, de canards plongeurs et de mouettes. Cette zone est d'importance internationale pour la conservation des sites de nidification de grèbes à cou noir, de pélicans frisés, d'échasses blanches, d'érismatures à tête blanche et de petites mouettes, ainsi qu'un lieu de concentration lors de la migration printanière et de la migration automnale d'espèces d'oiseaux aquatiques. L'union pour la protection des oiseaux de Russie a inclus le lac Kourdaly dans le programme « zone ornithologique d'importance » (WBDB) sous le numéro ЧЛ-004.
Le lac est géré par l'ОАО «Челябинское рыбоводное хозяйство» (Entreprise piscicole de Tcheliabinsk).

## Photographies

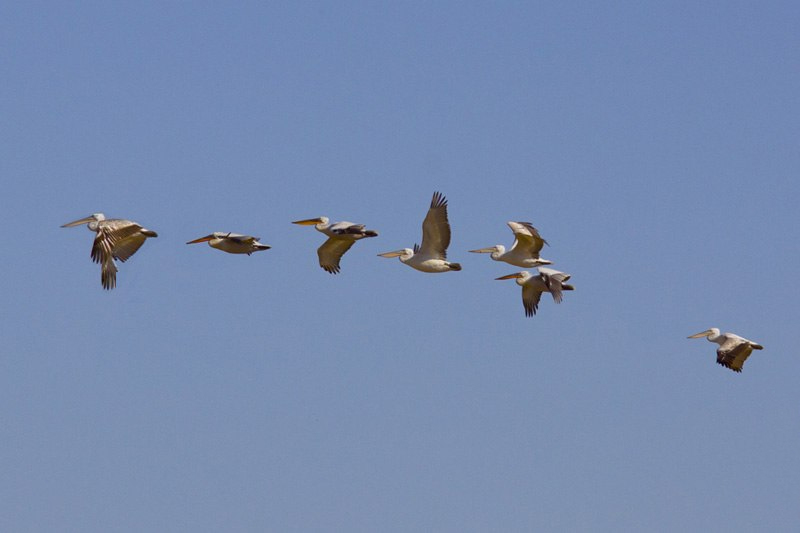
Pélicans frisés au-dessus du lac Kourdaly.
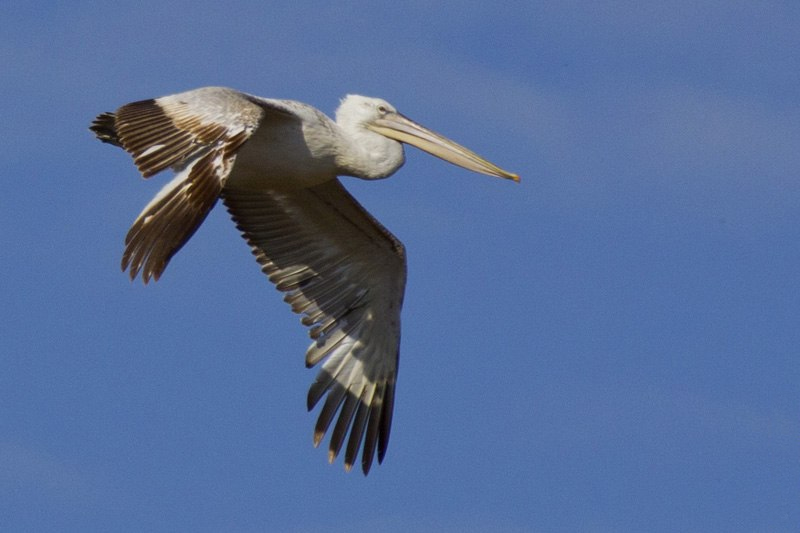
Pélican frisé sur le Kourdaly.
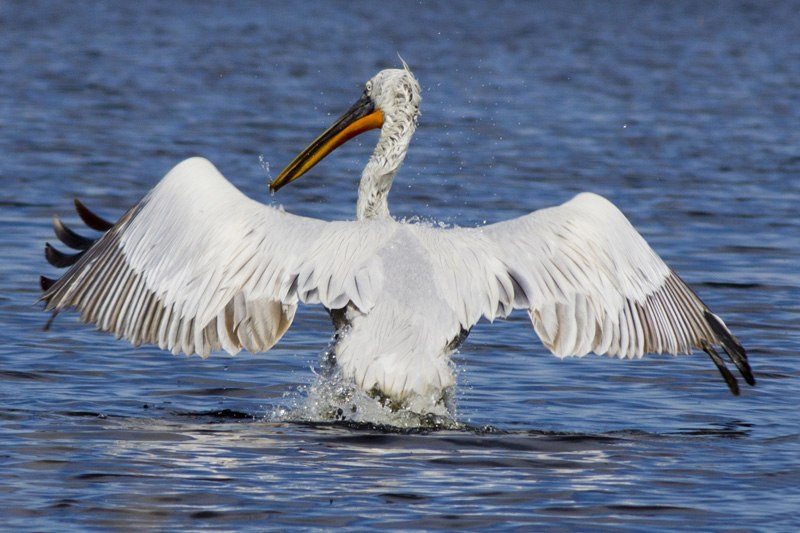
Pélican frisé sur le Kourdaly.